# 堪薩斯州第三國會選區
堪薩斯州第三國會選區是美国堪薩斯州四個聯邦眾議員選區之一，現任眾議員為民主黨的莎莉絲·戴維茲。